# Aurélien Tchouaméni
Aurélien Djani Tchouaméni (Rouen, 27 gennaio 2000) è un calciatore francese, centrocampista o difensore del Real Madrid e della nazionale francese, della quale è vice-capitano e con cui è diventato vicecampione del mondo nel 2022 e ha vinto la UEFA Nations League 2020-2021.

## Biografia
Nato a Rouen da padre camerunese e madre nigeriana, si è trasferito con la famiglia prima a Digione, e poi a Bordeaux, per via degli impegni di lavoro del padre Fernand, che opera nel campo dell'industria farmaceutica. La madre Josette,invece, è la dirigente di un istituto scolastico vicino a Lione.
Fin dai tempi del Bordeaux, collabora con lo psicologo dello sport Cedric Quignon-Fleuret, con cui cura la preparazione mentale alle partite e i propri obiettivi sportivi.

## Caratteristiche tecniche
È un centrocampista molto duttile, che può essere impiegato in tutti i ruoli in mezzo al campo, nonostante prediliga agire da mezzala con alle spalle un mediano di contenimento.
Dotato di notevole intelligenza tattica, è ugualmente abile sia nella fase difensiva (specie nei contrasti), sia in quella offensiva.

## Carriera

### Club

#### Gli inizi, Bordeaux
Cresciuto nel settore giovanile del Bordeaux, il 10 novembre 2017 ha firmato il primo contratto professionistico con i girondini, della durata di tre anni. Ha esordito in prima squadra il 26 luglio 2018, nella partita di Europa League vinta per 0-1 contro il Ventspils. Il 9 agosto ha segnato la prima rete in carriera, nell'incontro europeo vinto per 1-3 contro il Mariupol'. Il debutto in Ligue 1 è invece avvenuto tre giorni dopo, in occasione della partita persa per 0-2 contro lo Strasburgo.

#### Monaco
Il 29 gennaio 2020 viene acquistato dal Monaco per 2,2 milioni di euro, con cui si lega fino al 2024. Dopo sei mesi in cui gioca solo tre partite a causa di una pubalgia, nella stagione successiva diventa un pilastro della squadra, giocando 36 partite e andando in rete in due occasioni: questo rendimento gli permette di vincere il premio Trophées UNFP du football come Squadra dell'anno e Miglior giovane per il campionato.
Nell'estate 2021 rinnova per altri cinque anni con la società francese, con una clausola rescissoria di 100 milioni di euro. Nella stagione 2021-2022 realizza tre reti in 28 partite, venendo premiato a fine anno, per il secondo anno di seguito, come Miglior centrocampista del campionato, entrando nella squadra dell'anno.

#### Real Madrid
L'11 giugno 2022 viene comunicato il suo passaggio a titolo definitivo al Real Madrid a partire dalla stagione 2022-2023. Il costo del trasferimento prevede il pagamento di 80 milioni di euro più altri 20 milioni di bonus.

### Nazionale
Dopo avere fatto la trafila delle nazionali giovanili francesi dall'under-16 all'under-21, il 26 agosto 2021 viene convocato per la prima volta in nazionale maggiore. Esordisce con la selezione transalpina 6 giorni dopo in occasione del pareggio per 1-1 contro la Bosnia ed Erzegovina. Realizza il suo primo gol per la Francia il 25 marzo 2022, segnando il gol del definitivo 2-1 in amichevole contro la Costa d'Avorio.
Viene convocato per i Mondiali del 2022 in cui segna un gol nei quarti di finale contro l'Inghilterra e sbaglia uno dei tiri di rigore in finale contro l'Argentina che, assieme all'errore di Kingsley Coman costa la sconfitta ai transalpini per 4-2, dopo il 3-3 maturato alla fine dei tempi supplementari.
Il 10 ottobre 2024 indossa per la prima volta la fascia di capitano dei bleus nel successo per 1-4 in casa d'Israele in Nations League.

## Statistiche

### Presenze e reti nei club
Statistiche aggiornate al 12 marzo 2025.
| Stagione           | Squadra            | Campionato         | Campionato | Campionato | Coppe nazionali | Coppe nazionali | Coppe nazionali | Coppe continentali | Coppe continentali | Coppe continentali | Altre coppe | Altre coppe | Altre coppe | Totale | Totale |
| Stagione           | Squadra            | Comp               | Pres       | Reti       | Comp            | Pres            | Reti            | Comp               | Pres               | Reti               | Comp        | Pres        | Reti        | Pres   | Reti   |
| ------------------ | ------------------ | ------------------ | ---------- | ---------- | --------------- | --------------- | --------------- | ------------------ | ------------------ | ------------------ | ----------- | ----------- | ----------- | ------ | ------ |
| 2017-2018          | Bordeaux 2         | CFA2               | 16         | 3          | -               | -               | -               | -                  | -                  | -                  | -           | -           | -           | 16     | 3      |
| 2018-2019          | Bordeaux           | L1                 | 10         | 0          | CF+CdL          | 0               | 0               | UEL                | 9                  | 1                  | -           | -           | -           | 19     | 1      |
| 2019-gen. 2020     | Bordeaux           | L1                 | 15         | 0          | CF+CdL          | 1+2             | 0               | -                  | -                  | -                  | -           | -           | -           | 18     | 0      |
| Totale Bordeaux    | Totale Bordeaux    | Totale Bordeaux    | 25         | 0          |                 | 3               | 0               |                    | 9                  | 1                  |             | -           | -           | 37     | 1      |
| gen.-giu. 2020     | Monaco             | L1                 | 3          | 0          | CF+CdL          | 0               | 0               | -                  | -                  | -                  | -           | -           | -           | 3      | 0      |
| 2020-2021          | Monaco             | L1                 | 36         | 2          | CF              | 6               | 1               | -                  | -                  | -                  | -           | -           | -           | 42     | 3      |
| 2021-2022          | Monaco             | L1                 | 35         | 3          | CF              | 4               | 1               | UCL+UEL            | 4+7                | 1+0                | -           | -           | -           | 50     | 5      |
| Totale Monaco      | Totale Monaco      | Totale Monaco      | 74         | 5          |                 | 10              | 2               |                    | 11                 | 1                  |             | -           | -           | 95     | 8      |
| 2022-2023          | Real Madrid        | PD                 | 33         | 0          | CR              | 4               | 0               | UCL                | 10                 | 0                  | SS+SU+Cmc   | 0+1+2       | 0           | 50     | 0      |
| 2023-2024          | Real Madrid        | PD                 | 27         | 3          | CR              | 1               | 0               | UCL                | 8                  | 0                  | SS          | 2           | 0           | 38     | 3      |
| 2024-2025          | Real Madrid        | PD                 | 22         | 0          | CR              | 5               | 2               | UCL                | 10                 | 0                  | SU+SS+Cmc   | 1+1+0       | 0           | 39     | 2      |
| Totale Real Madrid | Totale Real Madrid | Totale Real Madrid | 82         | 3          |                 | 10              | 2               |                    | 28                 | 0                  |             | 7           | 0           | 121    | 5      |
| Totale carriera    | Totale carriera    | Totale carriera    | 197        | 11         |                 | 23              | 4               |                    | 48                 | 2                  |             | 7           | 0           | 275    | 17     |

### Cronologia presenze e reti in nazionale
| Cronologia completa delle presenze e delle reti in nazionale ― Francia | Cronologia completa delle presenze e delle reti in nazionale ― Francia | Cronologia completa delle presenze e delle reti in nazionale ― Francia | Cronologia completa delle presenze e delle reti in nazionale ― Francia | Cronologia completa delle presenze e delle reti in nazionale ― Francia | Cronologia completa delle presenze e delle reti in nazionale ― Francia | Cronologia completa delle presenze e delle reti in nazionale ― Francia | Cronologia completa delle presenze e delle reti in nazionale ― Francia |
| Data                                                                   | Città                                                                  | In casa                                                                | Risultato                                                              | Ospiti                                                                 | Competizione                                                           | Reti                                                                   | Note                                                                   |
| ---------------------------------------------------------------------- | ---------------------------------------------------------------------- | ---------------------------------------------------------------------- | ---------------------------------------------------------------------- | ---------------------------------------------------------------------- | ---------------------------------------------------------------------- | ---------------------------------------------------------------------- | ---------------------------------------------------------------------- |
| 1-9-2021                                                               | Strasburgo                                                             | Francia                                                                | 1 – 1                                                                  | Bosnia ed Erzegovina                                                   | Qual. Mondiali 2022                                                    | -                                                                      | 50’                                                                    |
| 4-9-2021                                                               | Kiev                                                                   | Ucraina                                                                | 1 – 1                                                                  | Francia                                                                | Qual. Mondiali 2022                                                    | -                                                                      | 83’                                                                    |
| 7-9-2021                                                               | Décines-Charpieu                                                       | Francia                                                                | 2 – 0                                                                  | Finlandia                                                              | Qual. Mondiali 2022                                                    | -                                                                      | 90+1’                                                                  |
| 7-10-2021                                                              | Torino                                                                 | Belgio                                                                 | 2 – 3                                                                  | Francia                                                                | UEFA Nations League 2020-2021 - Semifinale                             | -                                                                      | 75’                                                                    |
| 10-10-2021                                                             | Milano                                                                 | Spagna                                                                 | 1 – 2                                                                  | Francia                                                                | UEFA Nations League 2020-2021 - Finale                                 | -                                                                      |                                                                        |
| 13-11-2021                                                             | Parigi                                                                 | Francia                                                                | 8 – 0                                                                  | Kazakistan                                                             | Qual. Mondiali 2022                                                    | -                                                                      | 71’                                                                    |
| 16-11-2021                                                             | Helsinki                                                               | Finlandia                                                              | 0 – 2                                                                  | Francia                                                                | Qual. Mondiali 2022                                                    | -                                                                      |                                                                        |
| 25-3-2022                                                              | Marsiglia                                                              | Francia                                                                | 2 – 1                                                                  | Costa d'Avorio                                                         | Amichevole                                                             | 1                                                                      |                                                                        |
| 3-6-2022                                                               | Saint-Denis                                                            | Francia                                                                | 1 – 2                                                                  | Danimarca                                                              | UEFA Nations League 2022-2023 - 1º turno                               | -                                                                      |                                                                        |
| 6-6-2022                                                               | Spalato                                                                | Croazia                                                                | 1 – 1                                                                  | Francia                                                                | UEFA Nations League 2022-2023 - 1º turno                               | -                                                                      | 62’                                                                    |
| 10-6-2022                                                              | Vienna                                                                 | Austria                                                                | 1 – 1                                                                  | Francia                                                                | UEFA Nations League 2022-2023 - 1º turno                               | -                                                                      | 63’                                                                    |
| 13-6-2022                                                              | Saint-Denis                                                            | Francia                                                                | 0 – 1                                                                  | Croazia                                                                | UEFA Nations League 2022-2023 - 1º turno                               | -                                                                      | 46’                                                                    |
| 22-9-2022                                                              | Saint-Denis                                                            | Francia                                                                | 2 – 0                                                                  | Austria                                                                | UEFA Nations League 2022-2023 - 1º turno                               | -                                                                      |                                                                        |
| 25-9-2022                                                              | Copenaghen                                                             | Danimarca                                                              | 2 – 0                                                                  | Francia                                                                | UEFA Nations League 2022-2023 - 1º turno                               | -                                                                      |                                                                        |
| 22-11-2022                                                             | Al Wakrah                                                              | Francia                                                                | 4 – 1                                                                  | Australia                                                              | Mondiali 2022 - 1º turno                                               | -                                                                      | 77’                                                                    |
| 26-11-2022                                                             | Doha                                                                   | Francia                                                                | 2 – 1                                                                  | Danimarca                                                              | Mondiali 2022 - 1º turno                                               | -                                                                      |                                                                        |
| 30-11-2022                                                             | Al Rayyan                                                              | Tunisia                                                                | 1 – 0                                                                  | Francia                                                                | Mondiali 2022 - 1º turno                                               | -                                                                      |                                                                        |
| 4-12-2022                                                              | Doha                                                                   | Francia                                                                | 3 – 1                                                                  | Polonia                                                                | Mondiali 2022 - Ottavi di finale                                       | -                                                                      | 32’ 66’                                                                |
| 10-12-2022                                                             | Al Khor                                                                | Inghilterra                                                            | 1 – 2                                                                  | Francia                                                                | Mondiali 2022 - Quarti di finale                                       | 1                                                                      |                                                                        |
| 14-12-2022                                                             | Al Khor                                                                | Francia                                                                | 2 – 0                                                                  | Marocco                                                                | Mondiali 2022 - Semifinale                                             | -                                                                      |                                                                        |
| 18-12-2022                                                             | Lusail                                                                 | Argentina                                                              | 3 – 3 dts (4 – 2 dtr)                                                  | Francia                                                                | Mondiali 2022 - Finale                                                 | -                                                                      |                                                                        |
| 24-3-2023                                                              | Saint-Denis                                                            | Francia                                                                | 4 – 0                                                                  | Paesi Bassi                                                            | Qual. Euro 2024                                                        | -                                                                      | 76’                                                                    |
| 27-3-2023                                                              | Dublino                                                                | Irlanda                                                                | 0 – 1                                                                  | Francia                                                                | Qual. Euro 2024                                                        | -                                                                      | 81’                                                                    |
| 16-6-2023                                                              | Faro                                                                   | Gibilterra                                                             | 0 – 3                                                                  | Francia                                                                | Qual. Euro 2024                                                        | -                                                                      |                                                                        |
| 19-6-2023                                                              | Saint-Denis                                                            | Francia                                                                | 1 – 0                                                                  | Grecia                                                                 | Qual. Euro 2024                                                        | -                                                                      |                                                                        |
| 7-9-2023                                                               | Parigi                                                                 | Francia                                                                | 2 – 0                                                                  | Irlanda                                                                | Qual. Euro 2024                                                        | 1                                                                      |                                                                        |
| 12-9-2023                                                              | Dortmund                                                               | Germania                                                               | 2 – 1                                                                  | Francia                                                                | Amichevole                                                             | -                                                                      |                                                                        |
| 13-10-2023                                                             | Eindhoven                                                              | Paesi Bassi                                                            | 1 – 2                                                                  | Francia                                                                | Qual. Euro 2024                                                        | -                                                                      | 90+4’                                                                  |
| 17-10-2023                                                             | Villeneuve-d'Ascq                                                      | Francia                                                                | 4 – 1                                                                  | Scozia                                                                 | Amichevole                                                             | -                                                                      | 76’                                                                    |
| 23-3-2024                                                              | Lione                                                                  | Francia                                                                | 0 – 2                                                                  | Germania                                                               | Amichevole                                                             | -                                                                      | 74’                                                                    |
| 26-3-2024                                                              | Marsiglia                                                              | Francia                                                                | 3 – 2                                                                  | Cile                                                                   | Amichevole                                                             | -                                                                      |                                                                        |
| 21-6-2024                                                              | Lipsia                                                                 | Paesi Bassi                                                            | 0 – 0                                                                  | Francia                                                                | Euro 2024 - 1º turno                                                   | -                                                                      |                                                                        |
| 25-6-2024                                                              | Dortmund                                                               | Francia                                                                | 1 – 1                                                                  | Polonia                                                                | Euro 2024 - 1º turno                                                   | -                                                                      | 81’                                                                    |
| 1-7-2024                                                               | Düsseldorf                                                             | Francia                                                                | 1 – 0                                                                  | Belgio                                                                 | Euro 2024 - Ottavi di finale                                           | -                                                                      | 14’                                                                    |
| 5-7-2024                                                               | Amburgo                                                                | Portogallo                                                             | 0 – 0 dts (3 – 5 dtr)                                                  | Francia                                                                | Euro 2024 - Quarti di finale                                           | -                                                                      |                                                                        |
| 9-7-2024                                                               | Monaco di Baviera                                                      | Spagna                                                                 | 2 – 1                                                                  | Francia                                                                | Euro 2024 - Semifinale                                                 | -                                                                      | 60’                                                                    |
| 10-10-2024                                                             | Budapest                                                               | Israele                                                                | 1 – 4                                                                  | Francia                                                                | UEFA Nations League 2024-2025 - 1º turno                               | -                                                                      | cap. 90’                                                               |
| 14-10-2024                                                             | Bruxelles                                                              | Belgio                                                                 | 1 – 2                                                                  | Francia                                                                | UEFA Nations League 2024-2025 - 1º turno                               | -                                                                      | cap. 24’, 76’                                                          |
| 20-3-2025                                                              | Spalato                                                                | Croazia                                                                | 2 – 0                                                                  | Francia                                                                | UEFA Nations League 2024-2025 - Quarti di finale                       | -                                                                      | 74’                                                                    |
| 23-3-2025                                                              | Saint-Denis                                                            | Francia                                                                | 2 – 0 dts (5 – 4 dtr)                                                  | Croazia                                                                | UEFA Nations League 2024-2025 - Quarti di finale                       | -                                                                      |                                                                        |
| 8-6-2025                                                               | Stoccarda                                                              | Germania                                                               | 0 – 2                                                                  | Francia                                                                | UEFA Nations League 2024-2025 - Finale 3º posto                        | -                                                                      | 68’                                                                    |
| Totale                                                                 |                                                                        | Presenze                                                               | 41                                                                     |                                                                        | Reti                                                                   | 3                                                                      |                                                                        |

## Palmarès

### Club

#### Competizioni nazionali
- Coppa di Spagna: 1

Real Madrid: 2022-2023
- Supercoppa di Spagna: 1

Real Madrid: 2024
- Campionato spagnolo: 1

Real Madrid: 2023-2024

#### Competizioni internazionali
- UEFA Champions League: 1

Real Madrid: 2023-2024
- Supercoppa UEFA: 2

Real Madrid: 2022, 2024
- Coppa del mondo per club: 1

Real Madrid: 2022
- Coppa Intercontinentale FIFA: 1  (record)

Real Madrid: 2024

### Nazionale
- UEFA Nations League: 1

2020-2021

### Individuale
- Trophées UNFP du football: 3

Miglior giovane dell'anno: 2020-2021
Squadra dell'anno: 2020-2021, 2021-2022